# Żółw olbrzymi
Żółw olbrzymi (Aldabrachelys gigantea) – gatunek żółwia z rodziny żółwi lądowych (Testudinidae), jeden z największych żółwi na świecie. Podobny rozmiarem do żółwi słoniowych z Galapagos. Jego karapaks przeciętnie ma 120 cm długości, a dochodzi nawet do ok. 150 cm. Zazwyczaj masa ciała samca wynosi do około 250 kg, chociaż jeden samiec w Zoo Fort Worth w Teksasie ważył ponad 360 kg. Jedyny występujący współcześnie przedstawiciel rodzaju Aldabrachelys.

## Opis
Skorupa jest ciemnoszara albo czarna, silnie wysklepiona. Karapaks pokrywają duże, gładkie tarcze i mimo że ma tylko około 1–1,5 cm grubości, jest niezmiernie wytrzymały na ucisk. Budowa krępa, nogi grube, słupowate, pokryte dużymi tarczkami. Szyja, otoczona miękką skórą, jest bardzo długa, dzięki niej zwierzę może sięgać gałęzi drzew do metra od ziemi.
Samice są na ogół mniejsze niż samce, przeciętnie mierzą około 90 cm długości i ważą około 150 kg.
Żółwie olbrzymie są jednymi z najbardziej długowiecznych zwierząt na ziemi. Dożywają ponad 100 lat, najstarszy potwierdzony wiek żółwia o imieniu Harriet wynosi 176 lat, natomiast najstarszy znany przedstawiciel tego gatunku, padły w 2006 żółw o imieniu Adwaita, żył prawdopodobnie 255 lat, ale dane te nie zostały potwierdzone. Obecnie prawdopodobnie najstarszym przedstawicielem tego gatunku jest żółw Jonathan, urodzony około 1832 roku.

## Pożywienie
Jest głównie roślinożerny, przeważnie zjada pędy traw, liście krzewów i drzew oraz zdrewniałe łodygi roślin. Od czasu do czasu zdarza mu się zjeść małe bezkręgowce i padlinę, nawet ciała innych martwych żółwi. W niewoli żółwie olbrzymie lubią soczyste owoce takie jak jabłka i banany, jak również warzywa. Są żarłoczne: dorosłe osobniki zjadają do 25 kg pożywienia na dobę.
Nie muszą dużo pić, bo większość wody czerpią z pożywienia.

## Rozmnażanie
Żółwie olbrzymie osiągają seksualną dojrzałość, kiedy osiągną około połowę swego docelowego rozmiaru. Interesujące jest to, że seksualna dojrzałość jest określona przez rozmiar, a nie przez wiek.
Po okresie godowym, który trwa od lutego do maja, samice składają od 9 do 25 gumowatych jaj w płytkim, suchym gnieździe (2 lub 3 kolejno wygrzebane przez siebie dołki o głębokości do 40 cm). Po złożeniu jaj samica przykrywa je ziemią, wielokrotnie obracając się wkoło, nogami i plastronem ubija i wygładza powierzchnię ziemi. Jeżeli nie ma możliwości zakopania jaj, znosi je w skalnej szczelinie. Złożone jaja są okrągłe, białe o średnicy około 5 cm i mają twardą, wapienną skorupę. Zwykle mniej niż połowa jaj jest zapłodnionych. Samice mogą składać jaja wiele razy w roku. Proces inkubacji trwa około 8 miesięcy (w zależności od warunków klimatycznych trwa 95–245 dni) więc młode żółwie wychodzą na świat między październikiem a grudniem. Żółwiki zaraz po wylęgu ważą ok. 55–78 gramów, ich pancerz jest jeszcze miękki i dopiero z czasem stwardnieje. Są bardzo ruchliwe i płochliwe. Pancerz jest barwy szarobiałej i po roku osiągnie 15 cm długości. Osiągną dojrzałość w wieku 10–15 lat.

## Występowanie
Główna populacja żółwi olbrzymich zamieszkuje atol Aldabra, należący do Republiki Seszeli. Inne mniejsze grupy zwierząt zamieszkują Wyspy Wewnętrzne i Amiranty (Seszele) oraz wyspę Changuu obok Zanzibaru (Tanzania). Dawniej występowały na Maskarenach, ale zostały wytępione najpierw przez żeglarzy arabskich, a następnie głównie przez holenderskich, którzy zabierali je na pokład statków, traktując jak „żywe konserwy”. Wiele współczesnych populacji tych żółwi pochodzi z introdukcji lub reintrodukcji (Changuu, niektóre wyspy Seszeli, Île aux Aigrettes, Rodrigues i inne wyspy Maskarenów).

## Środowisko życia
Żółwie wykorzystują wiele rodzajów środowiska włączając łąki, niskie zagajniki, mangrowe bagna i przybrzeżne wydmy. Są zwierzętami o aktywności dziennej, ale w najgorętszej porze dnia chowają się i leżą, ukryte w zagłębieniach terenu w okolicy porośniętej krzewami.
Szczególny rodzaj środowiska rozwinął się z powodu przystosowania do koegzystencji z żółwiami: „żółwia darń”, około 21 gatunków traw i ziół. Wiele z tych roślin skarłowaciało i wytwarzają nasiona nie u szczytów roślin, ale bliżej gruntu, tak by uniknąć zjedzenia przez żółwie.
Jako największe zwierzę w swoim środowisku, żółwie odgrywają podobną rolę do słoni. Poszukując żywności, tworzą ścieżki używane przez inne zwierzęta.

## Zachowanie
Żółwie olbrzymie są obserwowane pojedynczo i w stadach, które zbierają się przeważnie na otwartych łąkach. W XVII i XVIII w. obserwowano ich stada liczące po kilka tysięcy sztuk. Najbardziej aktywne są rankiem, kiedy spędzają czas na żerowaniu. Kopią pod ziemią jamy albo odpoczywają w bagnistych miejscach, by się ochłodzić i nie przegrzać organizmu podczas gorącego dnia.
Podczas gdy są charakterystycznie powolne i ostrożne, są zdolne do pokaźnej szybkości, przeważnie kiedy są podniecone. Potrafią stawać na tylnych nogach, by dosięgnąć niskich gałęzi, ale może to skończyć się ich śmiercią, gdyby przewróciły się na plecy, gdyż nie są zdolne same się odwrócić.
Są też doskonałymi pływakami, co by mogło tłumaczyć ich rozpowszechnienie w przeszłości na wyspach Oceanu Indyjskiego.

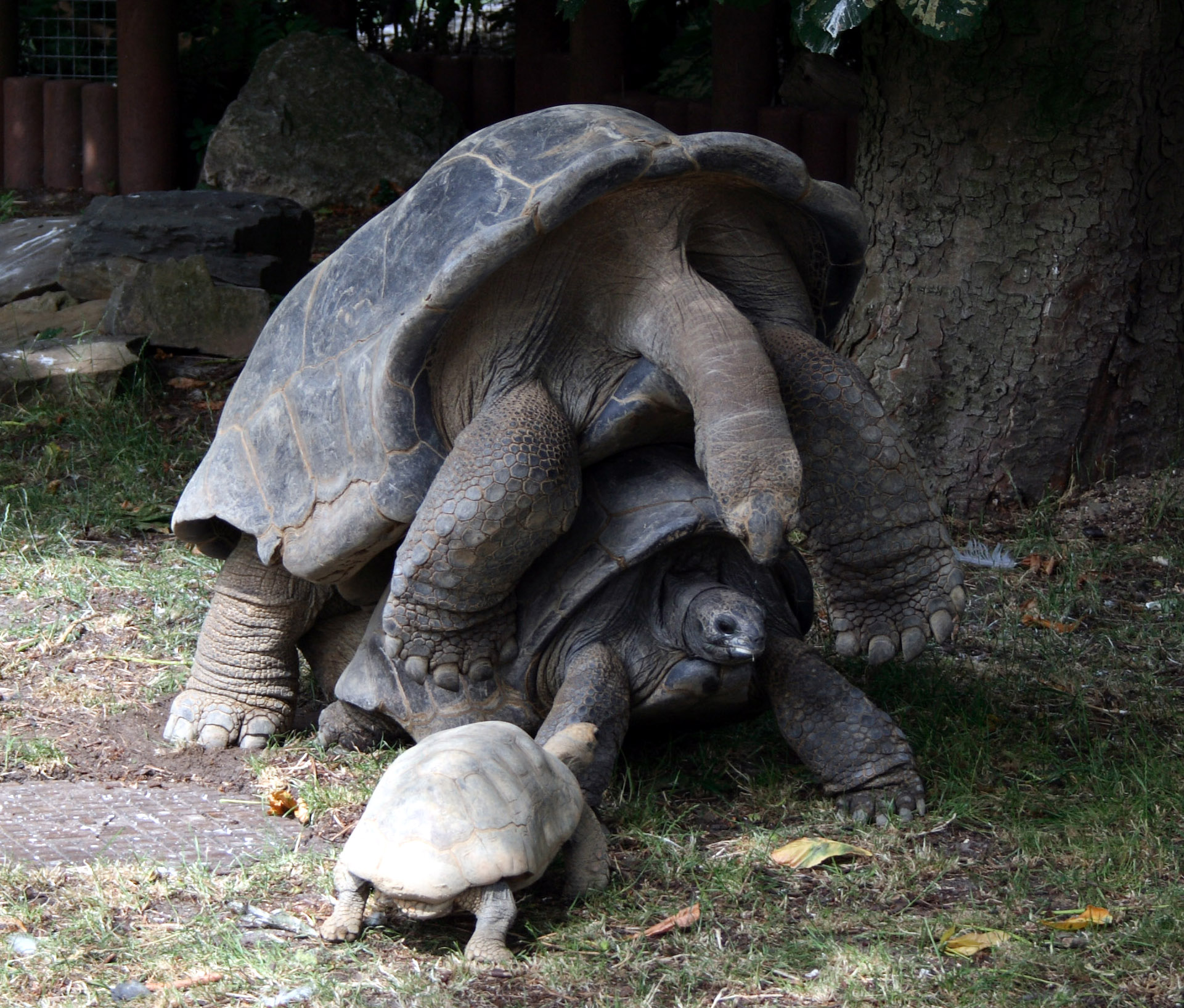
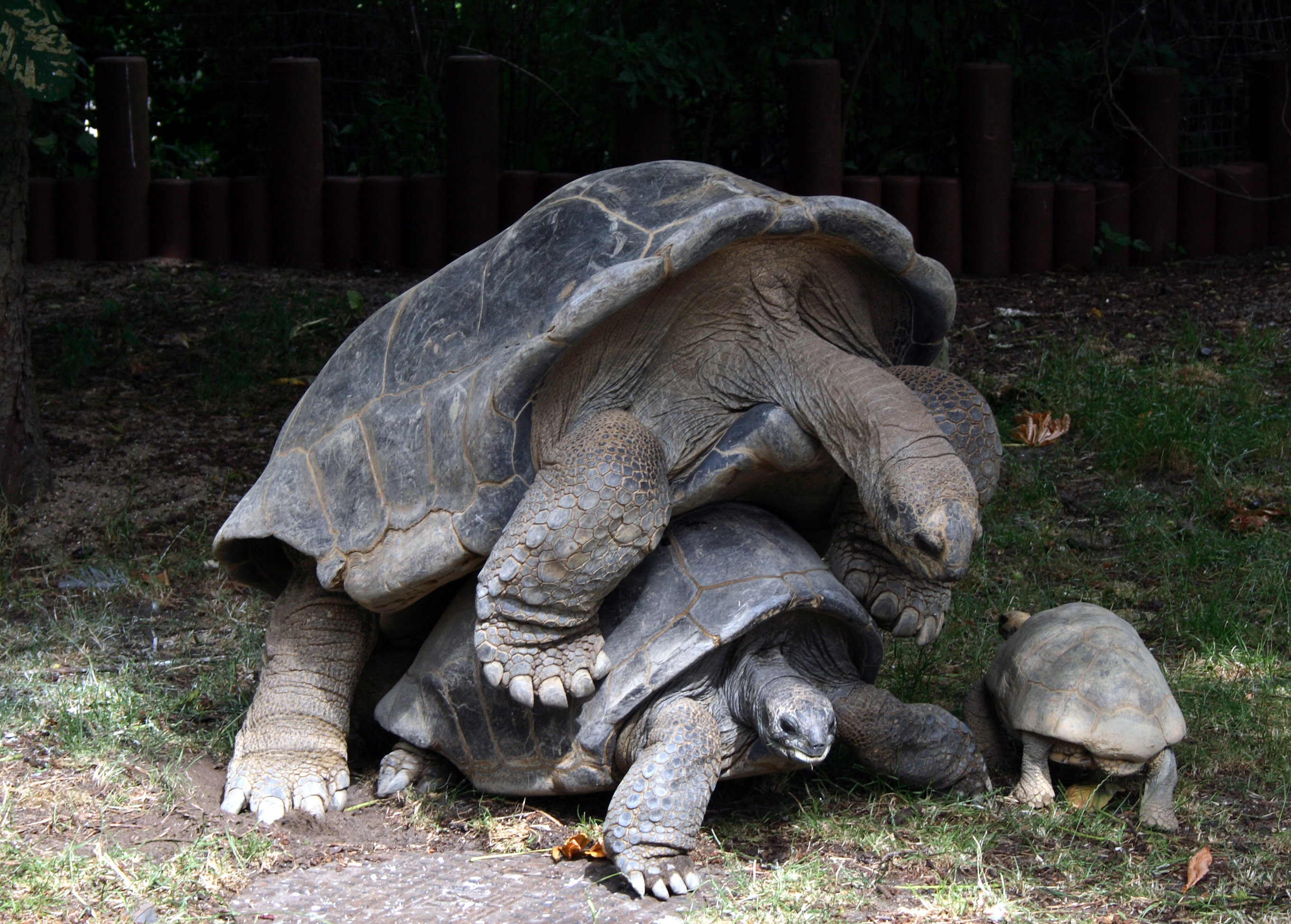
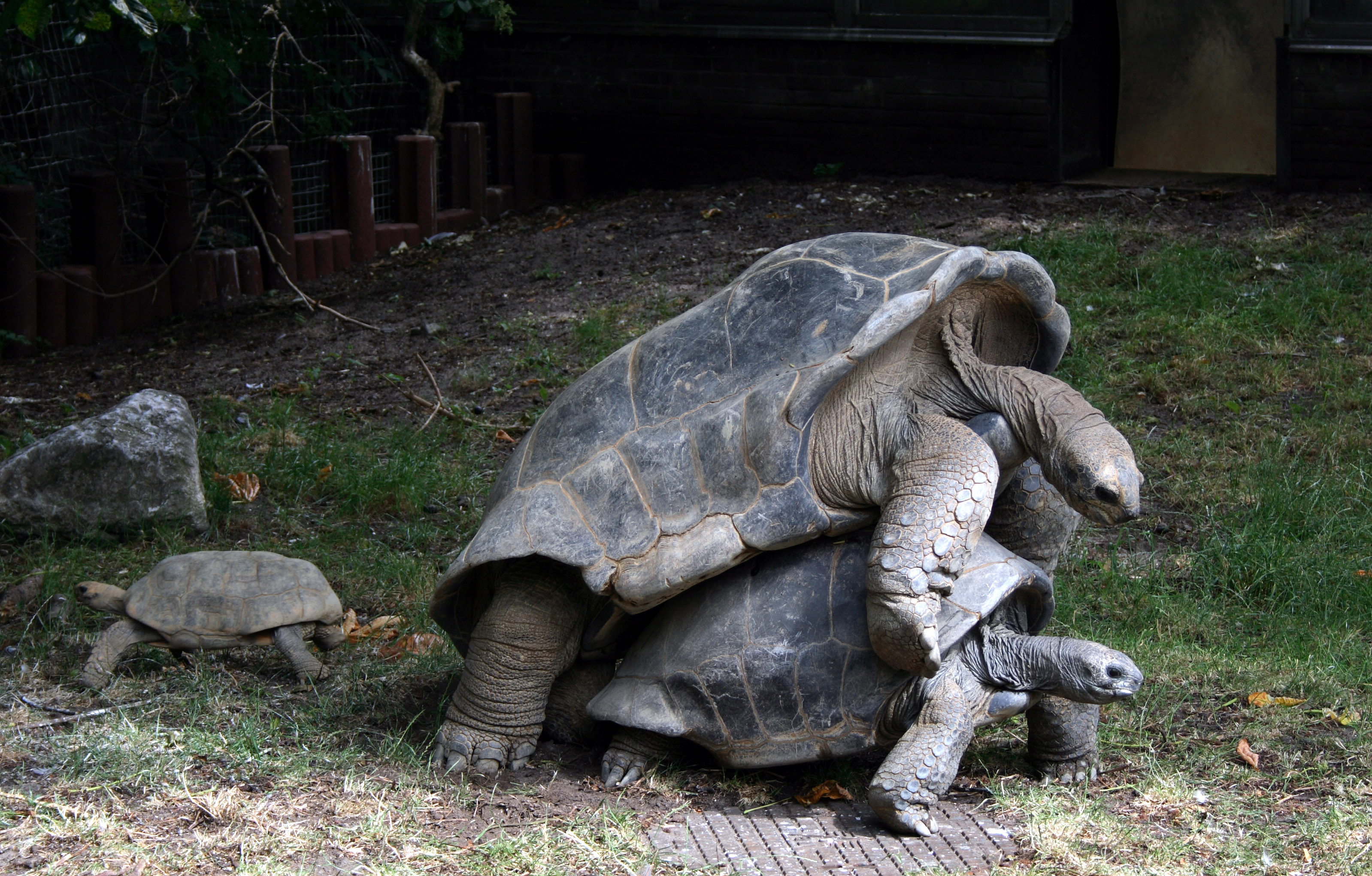
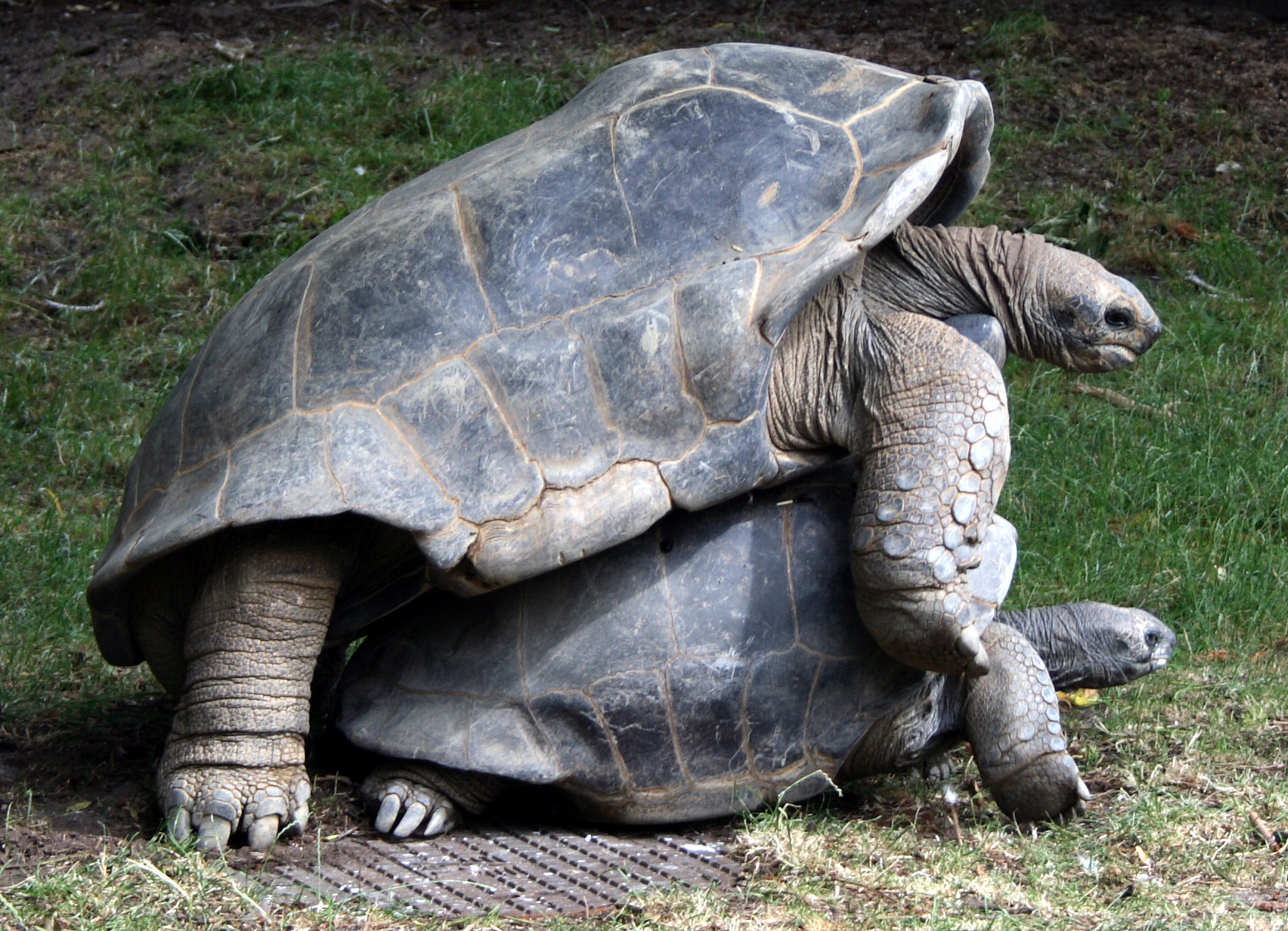
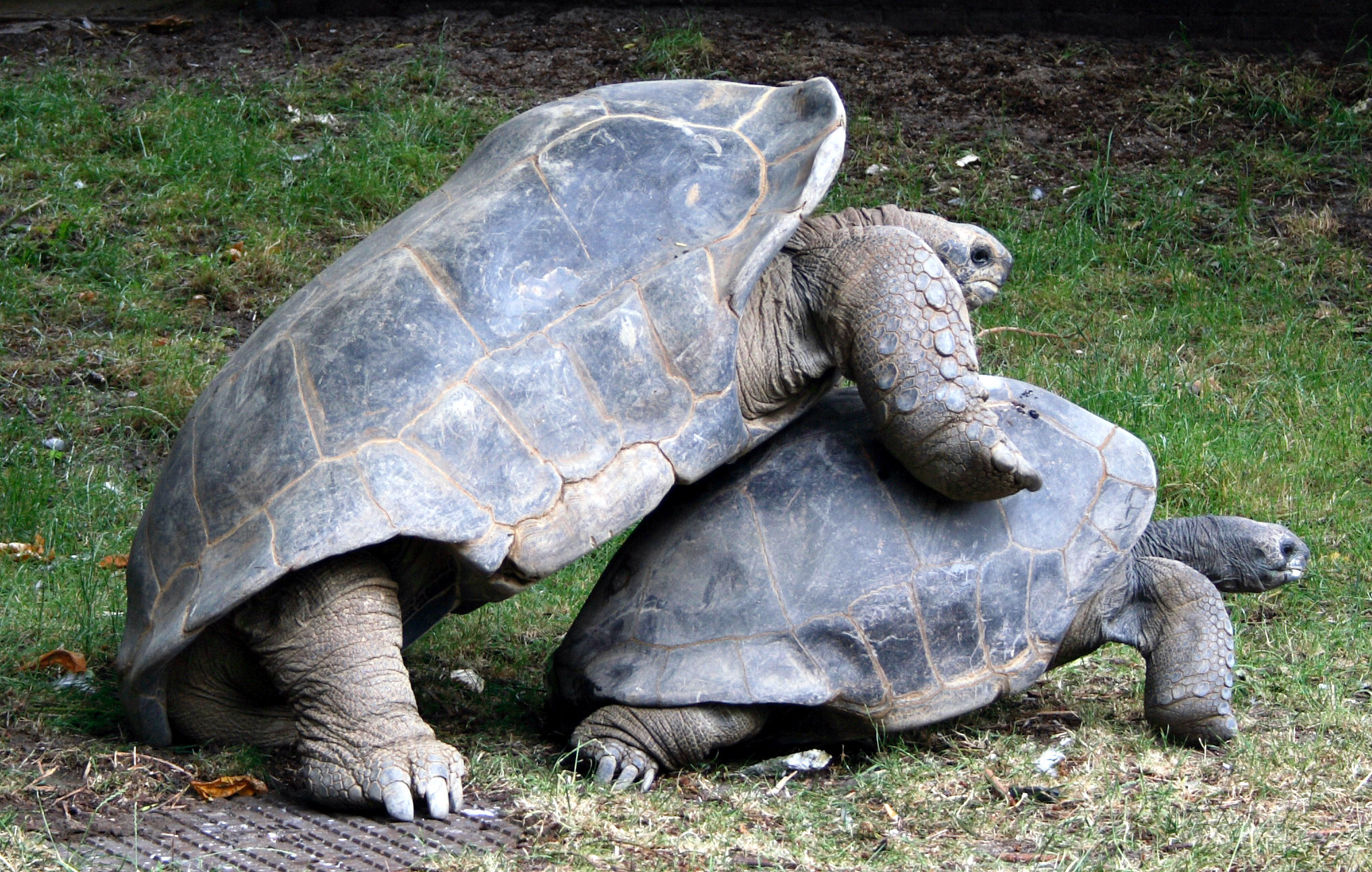
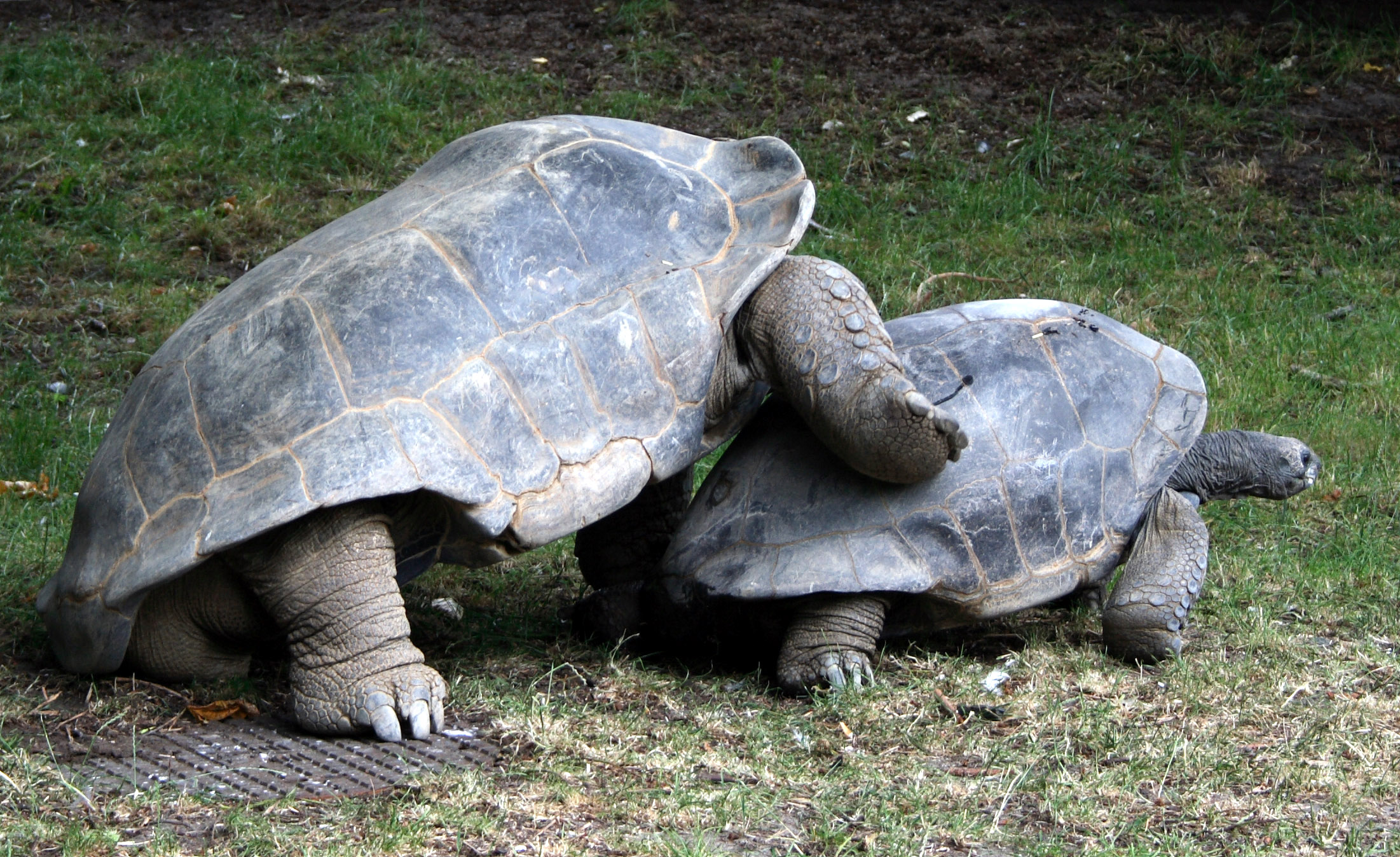
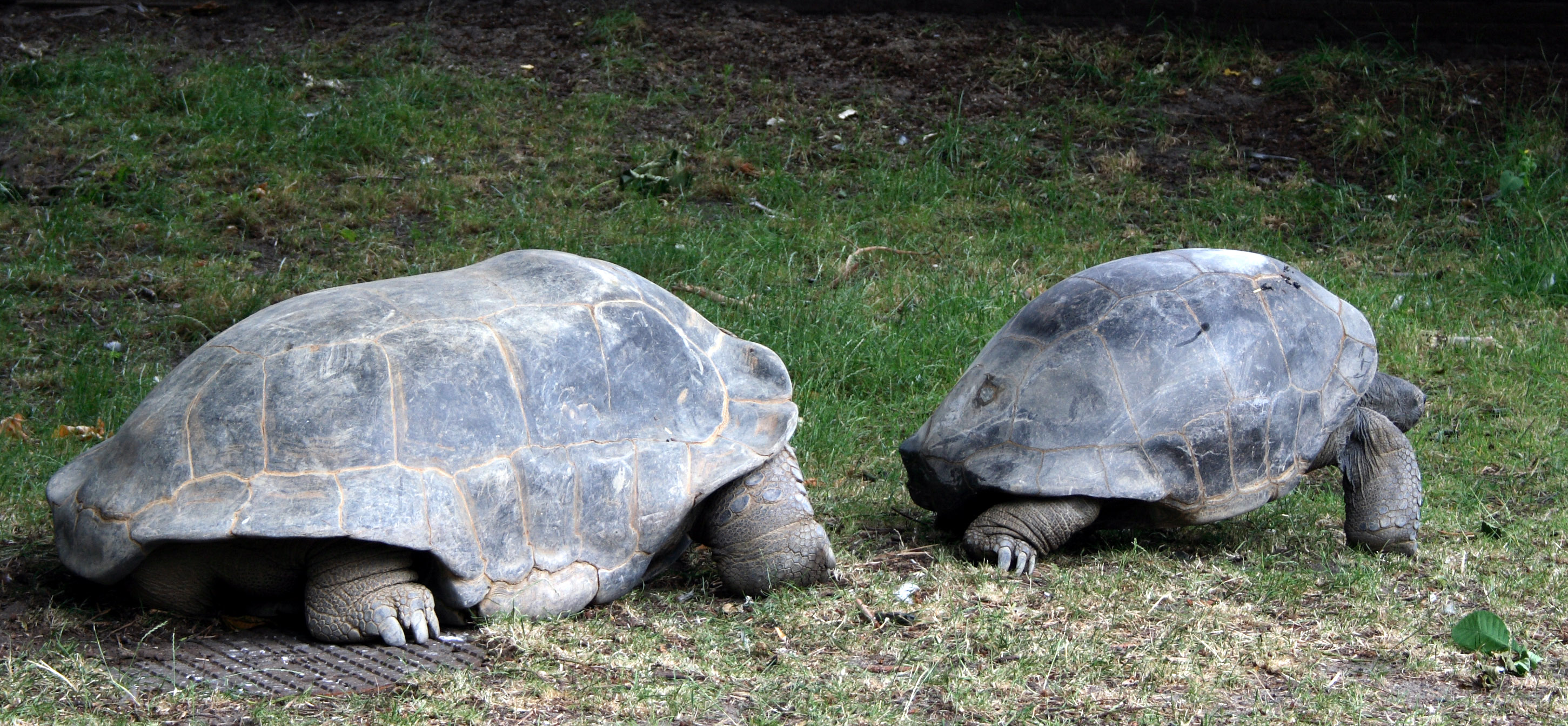
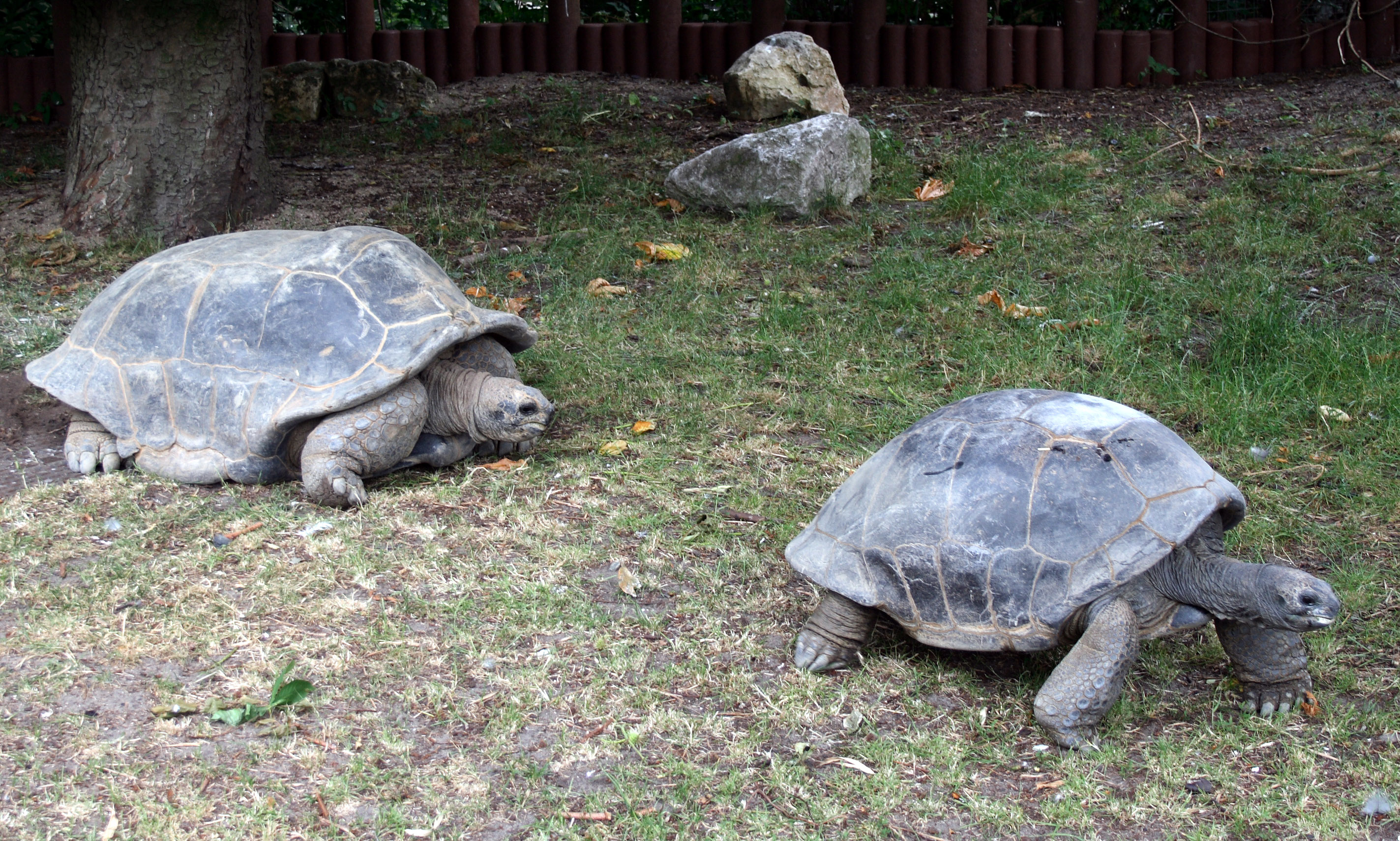

Żółwie, mimo że są zwierzętami dzikimi, są zupełnie obojętne na obecność ludzi. Nie wydają się mieć jakiejkolwiek obawy przed nimi.  Niektóre zdają się lubić by je poklepać po głowie, inne są zadowolone, kiedy są drapane po szyi w miejscu, gdzie styka się ona z plastronem.

## Status zagrożenia i ochrona
Żółwie olbrzymie mają niezwykle długą historię zorganizowanej ochrony. Sam Karol Darwin pracował z rządem z Mauritiusa, by założyć rezerwat w końcu XIX w.
Żółw olbrzymi jest uznawany przez Międzynarodową Unię Ochrony Przyrody (IUCN) za gatunek narażony na wyginięcie. Jest wymieniony w aneksie B Rozporządzenia Rady (WE) Nr 338/97 w sprawie handlu dzikimi zwierzętami oraz w załączniku II konwencji CITES.